# 1993 en république du Congo

## Gouvernement
- Président : Pascal Lissouba
- Premier ministre : Claude Antoine Da Costa jusqu'au 20 juin ; Joachim Yhombi-Opango à compter du 23 juin

## Événements
- 28 février : noyade de 239 Zaïrois au Beach de Brazzaville
- 2 mai : premier tour des élections législatives anticipées, dont les résultats sont proclamés le 20 mai
- 6 juin : deuxième tour des élections législatives anticipées, auquel l'opposition refuse de participer ; les résultats sont proclamés le 10 juin
- 14 juin : l'opposition appelle à la désobéissance civile et manifeste dans les rues de Brazzaville
- 20 juin : démission du Premier ministre Claude Antoine Da Costa
- 22 juin : André Milongo est élu président de l'Assemblée nationale
- 23 juin : le général Joachim Yhombi-Opango est nommé Premier ministre ; l'opposition nomme son propre Premier ministre, Jean-Pierre Thystère-Tchicaya, ainsi qu'un président de l'Assemblée nationale, André Mouélé
- 3 octobre : deuxième tour des élections législatives anticipées dans huit des onze circonscriptions en ballotage ; les résultats sont proclamés le 10 octobre
- début novembre : création des Cobras, milice de Denis Sassou-Nguesso